# Onekotan
Onekotan (russisch Онекотан; japanisch 温禰古丹島 Onekotan-tō) ist eine zu Russland gehörende Insel der nördlichen Kurilengruppe. Die nächstgelegenen Inseln sind Makanruschi im Nordwesten und Charimkotan im Süden.
Sie ist vulkanischen Ursprungs und bildet einen Teil des Feuerringes, welcher sich um den Pazifik zieht. Ihre Fläche beträgt 425 km² (42 km Länge und 8 bis 17 km Breite).
Onekotan ist durch die zwei Calderen am Süd- und Nordende der Insel bemerkenswert. Im Süden der Insel erhebt sich der 1325 m hohe Vulkan Krenizyn aus dem Kolzewoje-See (Кольцевое, übersetzt Ringsee), welcher die Tao-Rusyr-Caldera ausfüllt. Im Norden der Insel liegt der 1019 m hohe Vulkan Nemo, ebenfalls in einer Caldera, die allerdings nur teilweise von einem See eingenommen wird (Tschornoje-See, Чёрное, Schwarzer See). Die heutige Struktur des Calderabeckens des Tschornoje-Sees wurde von Kozlov et al. durch Sonarvermessung unter Verwendung eines digitalen Sonars und Satellitenortung untersucht. Die Vermessung lieferte 27 Sonarprofile und eine zusammengestellte bathymetrische Karte. Gegenwärtig steht der See an vierter Stelle der tiefsten Seen Russlands, er ist der tiefste im Fernen Osten Russlands und der größte in der Region Sachalin. Sein beträchtliches Wasservolumen unterstreicht seine Bedeutung als wichtiger hydrologischer Aktivposten in der Makroregion Fernost.
Administrativ gehört die Insel zum Rajon Sewero-Kurilski (Nordkurilen, mit dem Verwaltungszentrum Sewero-Kurilsk auf Paramuschir) der Oblast Sachalin. Bis etwa 1994 befand sich an der Ostküste (Mussel-Bucht, бухта Муссель) ein Standort der russischen Luftverteidigung, der auf russischen Karten ebenfalls unter dem Namen Onekotan verzeichnet ist. Vor dem Zweiten Weltkrieg gehörte die Insel zur japanischen Unterpräfektur Nemuro.

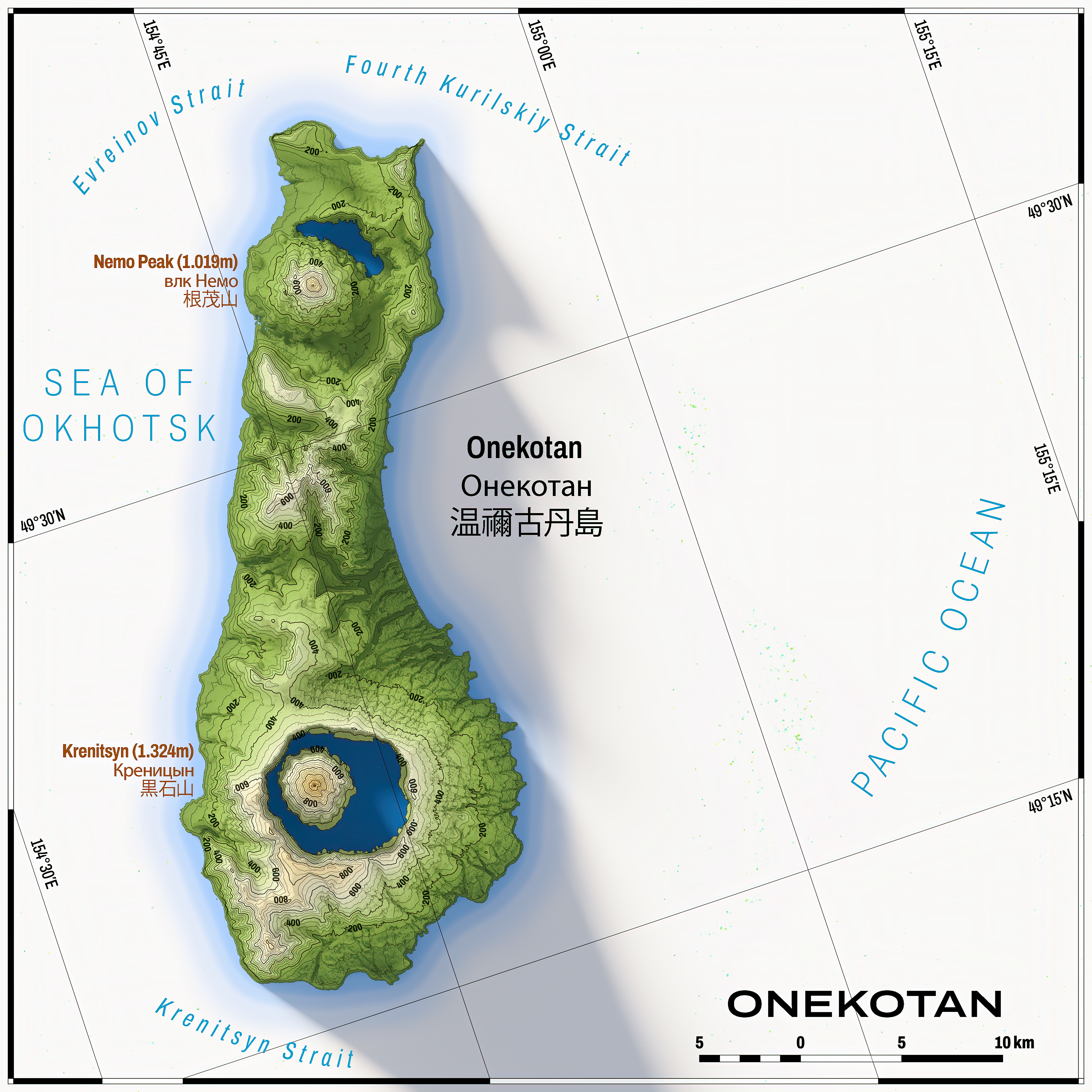
Detailkarte von Onekotan